# Иволгинский оленный камень
Иволгинский оленный камень — наиболее известный из числа оленных камней Забайкалья. Обнаружен в 1856 году этнографом Д. П. Давыдовым на реке Иволга южнее города Верхнеудинска (ныне Улан-Удэ) Бурятии. Позднее плита была перевезена в Иркутск, но кто и когда это сделал неизвестно. Хранится плита у входа в Иркутский областной краеведческий музей.
Иволгинский камень имеет вид массивной гранитной плиты из розового забайкальского гранита со скошенной к одному краю вершиной. Длина плиты около 3,5 м, ширина — 0,9 м, толщина — 0,2 м. Надземная часть с орнаментом имеет длину 2,9 м. Изображения на плите выбиты не только на её широких поверхностях, но и на торцах. Глубина высекания изображений по всей плите равна примерно 0,4-0,3 см и, по замечанию археолога А. П. Окладникова, выполнена техникой, схожей с точечной ретушью неолитического времени.
На плите изображены стилизованные олени (по А. П. Окладникову — северные олени, по М. В. Константинову — изюбры) с неестественно вытянутыми вверх головами, с плавно изогнутыми шеями и рогами, изображёнными в виде орнамента. Над оленями на обеих широких сторонах выбиты круги — по одной версии это бронзовые зеркала, символизирующие Солнце и Луну, по другой — серьги. На свободных поверхностях плиты изображены две мини-лошади, кельт, кинжал, топор, лук со стрелой, диск, пятиугольная фигура с линиями внутри и П-образная фигура.
Иволгинский оленный камень является классическим образцом оленных камней монголо-забайкальского типа. Археолог А. П. Окладников датировал плиту поздним бронзовым веком и считал, что камень служил могильным памятником умершего человека.

## Оленный камень
Лежавший на земле оленный камень был найден в 22 верстах южнее города Верхнеудинска, между Иволгинской и Ключевской станциями по дороге в Селенгинск. 16 июня 1856 года нашедший его этнограф Д. П. Давыдов выехал к камню вместе с художником Восточно-Сибирского отдела Русского географического общества (ВСОРГО) Смирновым. Смирнов произвёл зарисовку плиты. Д. П. Давыдов добавил к его рисункам свои пояснения, отметив, что рисунки на этой плите сходны с изображениями ранее осмотренного им оленного камня на Санном Мысе. Этнограф предположил, что Иволгинский камень, по аналогии с Санномысским оленным камнем, должен был стоять узким концом вниз, но установлен не был — поблизости от места находки плиты он не нашел никаких признаков укреплений, необходимых для её установки. Плита находилась на могильнике и была его композиционным центром. Д. П. Давыдов раскопал пять надмогильных сооружений, которые, по всей вероятности, были ритуальными и не содержали настоящих захоронений. До конца XX века могильник не сохранился.
После зарисовки Д. П. Давыдов опрокинул камень и произвёл на его месте раскопки. На глубине около полуаршина (около 35 см) от поверхности земли он обнаружил остов лошади, от её головы сохранились только несколько задних зубов. Никаких других находок не было. По предположению Д. П. Давыдова, на месте камня, видимо, хотели поставить «маяк», где остов лошади служил бы его основанием, но почему-то эти работы не были сделаны, даже засыпка остова лошади не была закончена.
Позднее плита была перевезена в Иркутский музей санным путём через озеро Байкал и установлена в его дворе. Точно не известно, кто и когда её перевёз, зафиксирован лишь факт её доставки в Иркутск. Д. П. Давыдов описал Иволгинский оленный камень в статье, опубликованной в журнале «Записки Императорского Русского географического общества», приложив к ней рисунок, выполненный Смирновым.
В 1890 году финский археолог А. Гейкель во время экспедиции в Азию, перед выездом в Монголию, остановился в Иркутске. Здесь он сфотографировал Иволгинский оленный камень, на тот момент уже находившийся во дворе Иркутского музея. Исследователь отметил, что выбитые на плите фигуры описаны Д. П. Давыдовым очень плохо. В книге, вышедшей в 1892 году на французском языке, А. Гейкель написал о трёх животных, изображенных на обеих широких сторонах плиты, по его предположению, это были олени, но с очень странными головами, похожими на птичий клюв. Упомянул и изображения на боковых гранях, одно из которых он описал как «дугу».
В 1912 году ещё один финский археолог Аппельгрен-Кивало сделал повторное описание Иволгинского оленного камня. По Аппельгрен-Кивало, на камне изображены четыре стилизованных благородных оленя с чрезмерно длинными и узкими мордами и короткими ногами. Рога изображены в виде орнамента. По мнению учёного, стилизованный вид оленей связан с влиянием китайской культуры ханьского времени: их аналоги он находил в китайских надгробных рельефах этой эпохи. Поэтому Аппельгрен-Кивало датировал Иволгинский камень примерно первым веком нашей эры. По результатам последующих исследований, как отмечал А. П. Окладников, эти соображения и выводы не получили подтверждения.
В 1950 годах плиту изучал археолог А. П. Окладников, который сделал её детальное описание. Он отметил, что Иволгинский камень имеет вид массивной гранитной плиты со скошенной к одному краю вершиной. Длина плиты составляет около 3,5 м, из которых надземная часть с орнаментом — 2,9 м, ширина и толщина плиты — 0,9 и 0,2 м соответственно. Первоначально Д. П. Давыдов предполагал, что плита изготовлена из песчаника, позже А. П. Окладников сделал вывод, что это очень твёрдый и прочный мелкозернистый розовый забайкальский гранит. Поэтому для обработки плиты потребовались большие усилия, но это, в свою очередь, поспособствовало сохранению высеченных изображений.
А. П. Окладников датировал Иволгинский камень поздним бронзовым веком, временем около VII—V веков до н. э. Такая датировка основывалась на сопоставление изображения зеркала с ручкой на камне с бронзовым зеркалом из Пазырыкского кургана. Археолог В. В. Волков отмечал, что Пазырыкский курган с бронзовым зеркалом относится ко второй половине V века до н. э., поэтому сходство изображений на камне с предметами раннетагарской эпохи он считал неубедительным. А. П. Окладников предполагал, что Иволгинский камень мог служить могильным памятником умершего человека, а рисунки предметов на камне олицетворяли набор вещей, которые принадлежали покойному и были с ним в его могиле.
Иволгинский оленный камень — один из наиболее известных на территории Забайкалья, он представляет классический образец оленных камней монголо-забайкальского типа. Согласно А. П. Окладникову, Иволгинский оленный камень относится к типу широких плит с косо срезанной вершиной.
Камень установлен в теневой зоне слева от входа в отдел истории Иркутского областного краеведческого музея и уже на треть опустился в грунт, тем самым скрыв часть нижних изображений. Музей хотел перенести плиту в защищённое помещение, но из-за того, что камень практически врос в землю, он мог разрушиться при извлечении. Поэтому было принято решение оставить его на месте.

## Изображения на камне
Изображения на плите выбиты не только на её широких поверхностях, но и на торцах. Глубина высекания изображений по всей плите равна примерно 0,4 — 0,3 см и, по замечанию А. П. Окладникова, выполнена техникой, схожей с точечной ретушью неолитического времени. Наиболее многочисленными и самыми крупными из изображений являются рисунки оленей, выполненные в профиль, диагонально или вертикально. Олени изображены в реалистичной форме, но с неестественно вытянутыми вверх головами, с плавно изогнутыми шеями и орнаментальными, стилизованными рогами. Над оленями на одной из широких плоскостей нарисован круг с внешним стержнем, на обратной стороне плиты выбиты малый и большой круг. Помимо оленей, на свободных плоскостях изображены две мини-лошади, кельт, кинжал, топор, лук со стрелой, диск, пятиугольная фигура с линиями внутри и П-образная фигура.
Круги на плите, по мнению А. П. Окладникова, А. В. Константинова, М. Х. Маннай-оола и Е. А. Окладниковой, обозначают бронзовые зеркала с ручкой, символизирующие Солнце. Малый круг, по Е. А. Окладниковой, символизирует Луну. Археологи М. П. Грязнов, В. В. Волков, Н. Л. Членова и Э. А. Новгородова считали, что круги могли обозначать серьги. Археолог С. И. Вайнштейн считал, что круги на оленных камнях можно трактовать как атрибут солярной символики.
А. П. Окладников подметил, что плита, из-за скошенной наискосок вершины, похожа то ли на саблю, то ли на «стилизованную плоскую фигуру рыбы». Сходство плиты с рыбой, по его мнению, заключалось в том, что высеченный в углу вершины круг мог обозначать глаз, а изображения широких дуг — жабры, но это могло быть просто случайным совпадением.
По описанию А. П. Окладникова, на передней плите выбиты три симметрично расположенные друг над другом поперёк камня большие фигуры оленей с вытянутыми вверх головами, будто в полёте. Олени почти не отличаются друг от друга. Самое крупное стилизованное изображение оленя находится в верхней части плиты. Олень изображён с длинным и узким туловищем и длинной, изогнутой шеей, вытянутой вперёд, с очень странной формой морды — раздвоенной, узкой и длинной, похожей на клюв. Рога изображены типичными для оленя — ветвистыми. Над лопатками животного нарисован острый треугольный выступ, обозначающий горб, на задней части фигуры оленя выбит короткий хвост. Глаза у животного изображены непропорционально большими. Внизу фигуры условно изображены ноги в виде двух выступов, задняя нога показана в довольно реалистичном виде.
Второй олень, с одним ветвистым рогом, расположен под первым. Третий полностью повторяет второго, за исключением задней ноги, которая «показана почти полностью». Под третьим оленем, немного левее от него, выбита четвёртая маленькая неполная фигура оленя с одним рогом. Это изображение осталось в незаконченном виде, так как заполняло свободное пространство внизу. Справа от третьего оленя изображена ещё одна пятая маленькая фигура оленя с не до конца прорисованными рогами, из-за нехватки места, но с хорошо прорисованными длинными ногами. Туловище у него длинное с горбом над лопатками, морда такая же, как и у первой фигуры оленя. Пятый олень изображён в необычной позе: туловище расположено наискось вверх, у него круто подогнутые ноги, голова обращена назад, а рога не закинуты на спину, а торчат вверх по прямой. В аналогичной позе изображён шестой олень, только, в отличие от остальных, он не выбит сплошь, а сделан «контурной желобчатой полоской» и нарисован с некоторой степенью реалистичности.
Над маленькими фигурами оленей слева и справа изображены маленькие фигурки животных с разной длиной хвоста и с подогнутыми ногами, по А. П. Окладникову здесь изображены стилизованные лошади. Головы у них похожи на оленьи. Одна фигурка лошади изображена с головой, направленной вверх, а вторая с опущенной вниз.
На противоположной стороне плиты нарисованы две большие фигуры оленей, занимающие столько же места, как три больших фигуры на передней части. Первый олень похож на первого оленя на передней части, отличаются только рога — у этого оленя они изображены более пышными и без выступа с кругом у основания, а также у него нарисовано второе ухо. Кроме того, у оленя детальнее оформлена задняя нога. У второго большого оленя нижняя часть срезана из-за того, что дальше плита уходила под землю. Снизу у края плиты по её правой стороне изображён ещё один олень, но, так же как и второй большой олень и по той же причине, без нижней части фигуры. Над этой фигурой выбит предмет в виде немного искривлённой рукоятки, из которой выступает подобие клинка, обращённого в сторону морды нижнего оленя. Возле него изображена четвёртая маленькая фигура оленя, аналогичная маленьким фигурам противоположной стороны, с тем исключением, что она крупнее и более детально прорисована. В самом верху нарисованы два круга разного размера — малый вверху, большой снизу.
На торцах плиты изображения располагаются полосками снизу вверх. На правом торце плиты выбиты три фигуры похожих друг на друга оленей и пятиугольная фигура, заполненная поперечными линиями в форме углов. Олени расположены друг над другом. Верхняя фигура оленя не полностью изображена: не прорисованы ноги и нижняя половина туловища. У среднего оленя не прорисована передняя нога. А. П. Окладников считал, что мастер не прорисовал эти части, так как просто не рассчитал размеры рисунков из-за чего и не осталось места для них.
На левом торце плиты, у её нижней части, изображены широкие поперечные полосы, от которых отходят к низу два «крючкообразных выступа». Сверху этого рисунка выбит кинжал, рядом с которым нарисованы вертикальные полосы, расширяющиеся вверху и сужающиеся к низу, но заканчивающиеся небольшим расширением. Выше кинжала изображён предмет, по А. П. Окладникову, похожий на «топор с массивной рукоятью и коротким клинком, торчащим из рукоятки в виде выступа с округлым концом». Над ними нарисован лук со стрелой, а ещё выше диск правильной формы. Вверху левого торца плиты выбита фигура оленя, аналогичная изображениям оленей противоположной стороны, только этот олень немного больше размером. У фигуры не прорисована передняя нога, а у рогов отсутствует конец. А. П. Окладников посчитал, что мастер просто не закончил рисунок.
По предположению А. П. Окладникова, на плите изображены северные олени, этот вывод он сделал по характеру их рогов: «у первого, верхнего, рога впереди выступают два дугообразно изогнутых тонких отростка, больше всего напоминающих аналогичные отростки на рогах северного оленя». В то же время охотоведы и биологи указывают, что «надглазничных отростков обычно по два на каждом роге» у благородных оленей, что отчётливо видно на всех изображённых оленях. По мнению М. В. Константинова, на Иволгинском камне изображены благородные олени, которых в Забайкалье называют изюбрами. Этот вывод он обосновывает тем, что место обнаружения оленного камня — это остепнённые участки, вокруг которых таёжные хребты, что соответствует естественной зоне обитания благородных оленей. Северные олени, в свою очередь, обитают севернее этих мест — в северной тайге и тундре. Поэтому кочевники, жившие в то время на месте находки камня, могли сталкиваться именно с благородным, а не северным оленем.
По мнению М. В. Константинова, олени на плите символизируют «заботу о здоровье и умножении потомства. Это пожелание блага роду, племени и народу». Связывает это он с лечебными свойствами рогов оленя, которые «усиливают трудоспособность и поддерживают сексуальную силу мужчин и женщин».

## Комментарии
1. ↑  Прием вторичной обработки, заключающийся в трансформировании края заготовки нанесением серии мелких сколов посредством удара или отжима[1].
2. ↑  Оленные камни делятся на три типа по их ареалу: монголо-забайкальские, саяно-алтайские (с «реалистичными» изображениями оленей) и общеевразийские (без изображений животных). Монголо-забайкальский тип распространен в Забайкалье, Центральной и Восточной Монголии. На оленных камнях этого типа изображены орнаментально стилизованные «летящие» фигуры оленей с клювообразными мордами, на многих также изображены мелкие фигурки других животных в реалистичной форме[2][3].
3. ↑  Маяком называется оленный камень, стоящий у плиточной могилы[9].
4. ↑  А. П. Окладников все оленные камни разделял на три типа: цилиндрические столбы, столбы прямоугольные в сечении и широкие плиты, у которых может быть косо срезана вершина[21].
5. ↑  Новгородова, Элеонора Афанасьева (1933—1996) — доктор исторических наук, ведущий научный сотрудник Института востоковедения РАН, дочь якутского историка и общественного деятеля А. И. Новгородова. Первая жена В. В. Волкова[30].